# Сеньория Тарашп
Сеньория Тарашп (нем. Herrschaft Tarasp) — государство в составе Священной Римской империи (после 1648 г. — эксклав в Швейцарском союзе), с главным городом Тарашп. В 1803 г. была передана Гельветической республике.

## История
По преданию, сеньоры Тарашп происходили из Рима и Милана, но их владения указывают на то, что они были выходцами из области Комо. Около 1040 г. графом Ульрихом I на 100-метровом холме был возведён замок Тарашп. Ульрих фон Тарашп был епископом Кура с 1086 по 1089 г. В документе этого периода, копия которого была сделана в 1365 г., упоминается Castro de Taraspes. Сеньоры Тарашп также владели имуществом и правами в Фтане, Шкуоле, Ардеце, Цернеце, Зенте, Рамоше, Наудерсе, Пацнауне, Оберэнгадине, Финшгау, Вельтлине, Оберхальбштайне и на территории Баварии.
После того, как род фон Тарашп вымер в 1177 году, замок и владения часто переходили из рук в руки. Сначала они перешли к епископству Кур, а до 1200 г. — к сеньорам Райхенберг в Виншгау. В 1239 году Свикер фон Райхенберг продал его графу Тироля Альбрехту III и его зятю, наследнику и графу Горицы Мейнхарду III. Это привело к спорам между графами Тироля и епископами Кура из-за замка и господства в Нижнем Энгадине. В результате около середины XII в. возникли длительные споры между курским епископом Свикером III фон Райхенбергом и фогтами монастырей Мюстаир и Мариенберг, сеньорами Мач, которые в конечном итоге одержали верх и оставались сеньорами Тараспа до 1464 года.

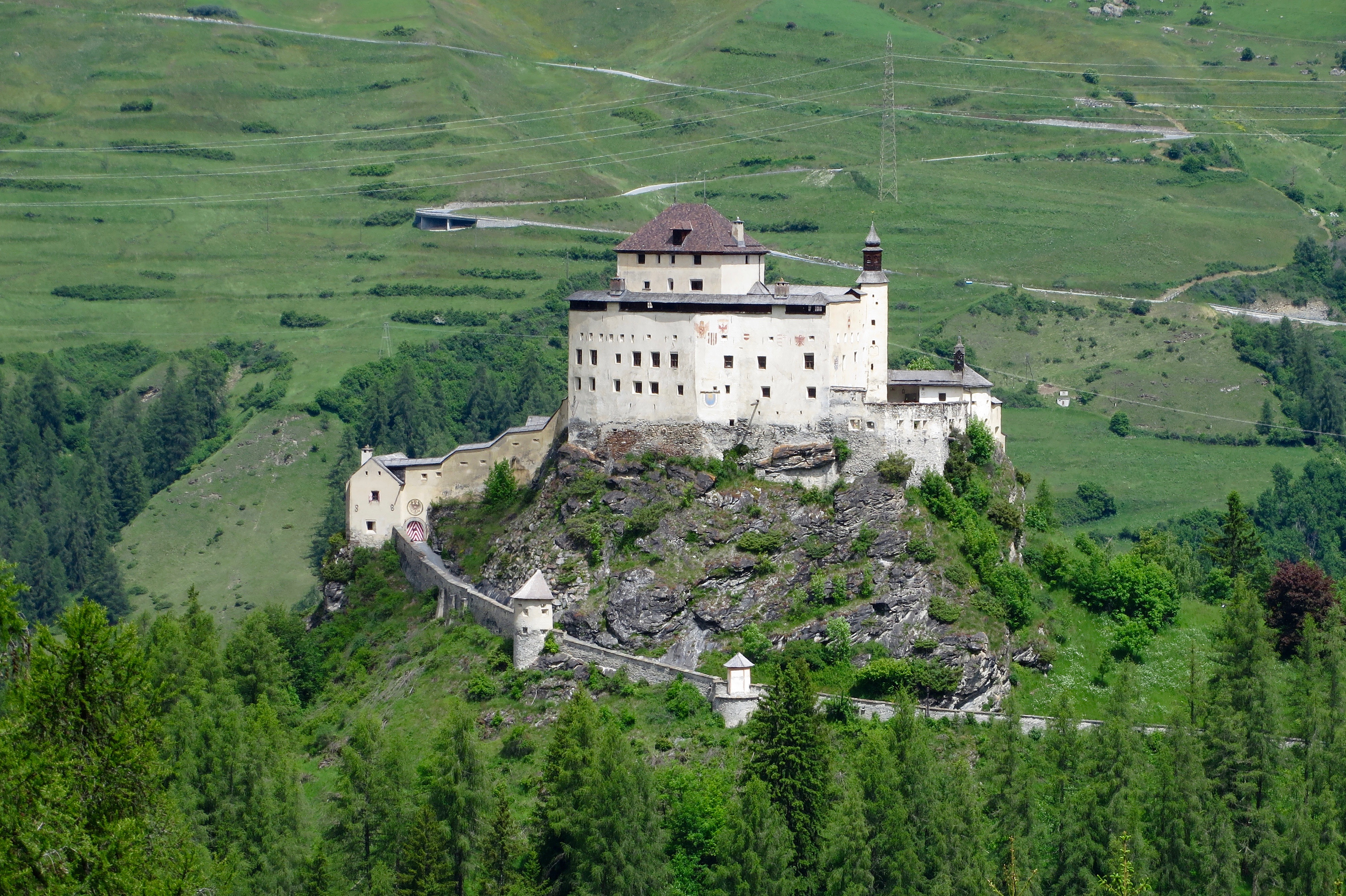
Замок Тарашп.

В 1464 г. герцог Тироля Сигизмунд купил это место за 2 тыс. гульденов, при его преемниках замок расширили как пограничную крепость и впоследствии передавали различным благородным семьям. Сеньория относилась к Австрийскому имперскому округу и сохранило католицизм и после прихода реформации. Граубюнденские беспорядки с 1620 по 1635 год и удар молнии в 1625 году серьёзно повлияли на замок. В 1630 году в Тараспе проживало всего 242 жителя. В 1678 году император Леопольд I сначала передал сеньорию в залог имперскому князю Фердинанду Йозефу фон Дитрихштейну, прежде чем в 1684 г. она стала его полной собственностью в знак признания его заслуг. С приобретением этой имперской территории было выполнено и требование допуска в княжескую скамью рейхстага, в которой Дитрихштейн впервые принял участие 4 октября 1686 г., где ему было отведено место между князьями Зальм и Нассау-Хадамар.
По заключительному постановлению Имперской депутации 1803 г. анклав перешел к Гельветической республике, взамен князь Иоганн Баптист Карл Вальтер фон Дитрихштейн-Проскау-Лесли получил сеньорию Нойравенсбург секуляризированного монастыря Святого Галлан.